# Ǯ
Ǯ (gemenform: ǯ) är den latinska bokstaven Ʒ (ezh) med en háček över. Ǯ används i det uraliska fonetiska alfabetet (UPA) samt skoltsamiska och laziska.

## Uraliska fonetiska alfabetet
I UPA representerar Ǯ ljudet [d͡ʒ].

## Skoltsamiska
I skoltsamiska uttalas Ǯ [d͡ʒ]. När den dubbeltecknas uttalas den [dd͡ʒ] t.ex. viǯǯâd "att hämta".